# Herbert Chipp

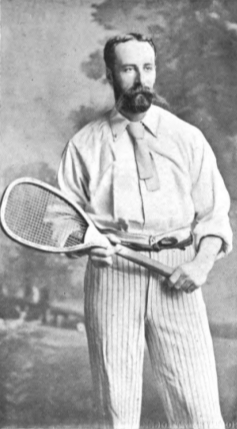
Herbert Chipp

Herbert Chipp (* 4. Januar 1850 im Londoner Stadtteil Hampstead; † 25. August 1903 in Ely, Cambridgeshire) war ein englischer Tennisspieler.
Chipp trat zwischen 1882 und 1891 regelmäßig beim Turnier in Wimbledon an. 1884 erreichte er dort das Halbfinale, musste sich aber Herbert Lawford in drei Sätzen geschlagen geben. Chipp war hauptsächlich ein Grundlinienspieler, der nur selten Volleys spielte.
Im Januar 1888 wurde Chipp zum ersten Geschäftsführer des englischen Tennisverbands (Lawn Tennis Association) gewählt. 1898 veröffentlichte er sein Buch Lawn Tennis Recollections, in dem er über seine Erinnerungen an Spieler und Matches berichtet.
Im Alter von 50 Jahren nahm Chipp im Jahr 1900 nochmals an Wimbledon Championships teil, verlor aber sein erstes Spiel gegen G. E. Everet klar in drei Sätzen. Er starb drei Jahre später in Ely.